# Trinitroanilin
Das Trinitroanilin (2,4,6-Trinitroanilin, Pikramid) ist orangerote Kristalle bildendes Anilin mit einem Schmelzpunkt von 188 °C. Es leitet sich sowohl vom Anilin als auch vom Nitrobenzol ab. Die Struktur besteht aus einem Benzolring mit angefügter Aminogruppe (–NH2) und drei Nitrogruppen (–NO2) als Substituenten. Trinitroanilin ist, ebenso wie viele andere Trinitrobenzol-Derivate, explosiv.

## Darstellung
Die Darstellung erfolgt aus Trinitrochlorbenzol durch Umsetzung mit Ammoniak oder durch Nitrierung von p-Nitroanilin.

## Eigenschaften
Trinitroanilin ist ein kristalliner Feststoff. Die Verbindung ist im trockenen Zustand durch Schlag, Reibung, Wärme und andere Zündquellen besonders explosionsgefährlich und fällt im Umgang unter das Sprengstoffgesetz.
| Sauerstoffbilanz           | −56,1 %[1]                                       |
| Stickstoffgehalt           | 24,56 %[1]                                       |
| Normalgasvolumen           | 972 l·kg−1[1]                                    |
| Explosionswärme            | 3592 kJ·kg−1 (H2O (l)) 3498 kJ·kg−1 (H2O (g))[1] |
| Spezifische Energie        | 972 kJ·kg−1 (68,1 mt/kg)[1]                      |
| Bleiblockausbauchung       | 31,0 cm3·g−1[1]                                  |
| Detonationsgeschwindigkeit | 7300 m·s−1[1]                                    |
| Verpuffungspunkt           | 346 °C[1]                                        |
| Stahlhülsentest            | Grenzdurchmesser 3,5 mm[1]                       |
| Schlagempfindlichkeit      | 15 Nm[1]                                         |
| Reibempfindlichkeit        | bis 353 N Stiftbelastung keine Reaktion[1]       |